# 윈도우 모바일
윈도우 모바일(Windows Mobile, WM)은 PDA 및 스마트폰에 사용하는 운영 체제이다. 이전에는 포켓 PC라고 불렸다. 이 운영체제는 마이크로소프트사에서 내놓은 모바일 운영체제로 임베디드용 운영 체제인 윈도우 CE를 기반으로 하고 있고, 모바일 환경에 적합한 새로운 터치식 사용자 인터페이스를 추가하여 개발되었으며, 윈도우 CE의 기본적인 기능에 휴대전화 기능이 추가되었다. 2000년대 후반 삼성전자, LG전자, HTC, 모토로라 모빌리티, 노키아 등의 기업체에서 출시되었던 다수의 스마트폰에서 윈도우 폰을 탑재하였다.
윈도우 시스템과의 동기화에는 윈도우 XP 이하 시스템에서는 ActiveSync를 사용하고 윈도우 비스타 이상에서는 윈도우 모바일 장치 센터를 사용해야 된다.
마지막 ActiveSync 버전은 4.5이며 윈도우 모바일 장치 센터의 마지막 버전은 6.1이다.
윈도우 모바일 장치 센터 6.1의 경우 윈도우 비스타 버전으로 밖에 구할 수 없는데 윈도우 7, 8과 8.1에서도 정상적으로 잘 작동한다.

## 버전

### 포켓 PC 2000
포켓 PC 2000의 코드명은 "라피어(Rapier)"로 불렸으며, 2000년 4월 19일 출시되었고, 윈도우 CE 3.0 인터페이스를 기준으로 두었다. 포켓 PC 2000은 320 X 240 해상도의 QVGA만 지원한다.
포켓 PC 2000에 포함된 마이크로소프트 프로그램은 다음과 같다.
- 마이크로소프트 포켓 오피스
  - 포켓 오피스 워드
  - 포켓 오피스 엑셀
  - 포켓 오피스 파워포인트
- 포켓 인터넷 익스플로러(PIE)
- 윈도우 미디어 플레이어 포켓 PC
- 마이크로소프트 리더
- 마이크로소프트 머니

등이 있다.

### 포켓 PC 2002
포켓 PC 2002의 코드명은 "멀린(Merlin)"으로 불렸으며, 2001년 10월에 출시되었다. 역시 포켓 PC 2000의 윈도우 CE 3.0 인터페이스를 기반으로 하였다. 사양은 포켓 PC 2000과 크게 다르지 않다.
포켓 PC 2002에 포함된 마이크로소프트 기본 프로그램은 다음과 같다.
- 마이크로소프트 포켓 오피스(기존 PO에서 스펠 체커, 워드 카운트 툴 추가)
- 포켓 인터넷 익스플로러(WAP 기능 추가)
- 가상 지역 네트워크
- 포켓 윈도우 메신저
- 터미널 서비스
- 윈도우 미디어 플레이어 포켓 PC 8
- 마이크로소프트 리더 2

등이 있다.

### 윈도우 모바일 2003
윈도우 모바일 2003의 코드명은 "오존(Ozone)"으로 불렸으며, 2003년 6월 23일 출시되었다. 이것은 "윈도우 모바일 2003 포켓 PC 프리미엄 에디션", "윈도우 모바일 2003 포켓 PC 프로페셔널 에디션", "윈도우 모바일 2003 스마트폰", "윈도우 모바일 2003 포켓 PC 폰 에디션"의 4가지 에디션으로 존재한다. 이것은 윈도우 CE 4.2에 기반하였다.
윈도우 모바일 2003에 포함된 프로그램은 다음과 같다.
- 포켓 PC 2002의 프로그램
- 윈도우 미디어 플레이어 9 포켓 PC
- 마이크로소프트 리더 3
- 게임 "죠브레이커"

등이 있다.

### 윈도우 모바일 2003 SE
2004년 3월 24일 출시되었으며, 외형상 윈도우 모바일 2003과 별반 다를 게 없다. 그러나 RAM대신 플래시롬을 기억 장치로 사용할 수 있도록 하여, 종래 윈도우 모바일에서 전원이 차단될 경우 데이터가 사라지는 심각한 문제점을 해소하였으며, 320×240의 QVGA에서 벗어나 VGA(640×480)을 지원한다. 참고로 SE는 Second Edition의 약자이다.

### 윈도우 모바일 5
윈도우 모바일 5의 코드명은 "마그네토(Magneto)"로 불렸으며, 2005년 5월 12일 출시되었다. 발색 수를 256색(8비트)에서 65536색(16비트)로 높이고, 윈도우 CE 5.0을 기반으로 하여 이후 윈도우 모바일이 윈도우 모바일 5의 아키텍처를 기반으로 제작하게 된다. 윈도우 모바일 5는 "윈도우 모바일 5 포켓 PC 폰에디션", "윈도우 모바일 5 포켓 PC", "윈도우 모바일 5 스마트폰"의 3가지 에디션으로 구성되어 있다.
윈도우 모바일 5에 포함한 마이크로소프트 프로그램/업데이트는
- 종래 포켓 오피스가 "오피스 모바일"로 명칭 변경, 업그레이드
  - 파워포인트 모바일
  - 엑셀 모바일
  - 워드 모바일
- 윈도우 미디어 플레이어 10 모바일
- 종래 포켓 인터넷 익스플로러를 "인터넷 익스플로러 모바일"로 명칭 변경, IBMPC의 IE6를 기반으로 업그레이드
- DirectShow 지원
- GPS 지원
- 액티브싱크 4.2(동기화 속도 약 15% 증가)
- QWERTY 자판 지원
- 플래시 메모리 사용 효율 강화

등이 있다.

### 윈도우 모바일 6
윈도우 모바일 6의 코드명은 "크로스보(Crossbow)"이며, 2007년 2월 12일 출시되었다. 윈도우 모바일 6은 세가지 에디션으로 구성되어 있는데, 공식적으로 포켓PC의 표기를 포기한 최초의 버전으로, 터치스크린이 없는 스마트폰용인 "윈도우 모바일 6 스탠다드"와 전화 기능이 있는 포켓 PC용 "윈도우 모바일 6 프로페셔널". 그리고 전화 기능이 없는 포켓 PC용 "윈도우 모바일 6 클래식" 이 있다.
윈도우 모바일 6은 종래 윈도우 모바일 5와 마찬가지로 윈도우 CE 5(5.2: 빌드 넘버 4자리) 기반이다. 또 윈도우 모바일 6은 당시 새롭게 출시된 윈도우 비스타와 기본적인 인터페이스가 비슷하고, 윈도우 모바일 5에서 기본적인 안정성이 더 높아졌다.
윈도우 모바일 6의 새로운 기능은
- 스마트폰용 오피스 모바일 지원
- 윈도우 업데이트 지원[8]
- 향상된 원격 데스크톱 연결[9](Available for only certain Pocket PCs)[10]
- VoIP 지원
- 아웃룩 모바일의 HTML 메일 지원
- 인터넷 익스플로러 모바일의 AJAX, 자바스크립트 지원
- 오피스 2007의 새로운 확장자를 지원하는 오피스 모바일 6.1 지원(업데이트 필요)

등이 있다.

### 윈도우 모바일 6.1
윈도우 모바일 6.1 은 2008년 4월 1일 릴리즈되었다. 이것은 윈도우 모바일 6의 마이너 업그레이드(윈도우 CE 5.2: 빌드 넘버 5자리)로, 메모리 사용과 관련한 성능 향상과, 내부 프로그램 배치에 변동이 있었다. 또한 윈도우 모바일 6.1.4에는 인터넷 익스플로러 모바일 6가 내장되어, 종래 포켓PC에서 누릴 수 없었던 인터넷 사용도 가능하다.

### 윈도우 모바일 6.5
윈도우 모바일 6.5는 2009년 5월 11일에 RTM이 OEM에게 배포되었다.(윈도우 CE 5.2: 빌드 넘버 5자리) 원래는 예정에 없던 OS였지만, 윈도우 폰 7의 개발이 늦어짐에 따라 미봉책으로 내놓은 OS로, 출시 당시 "윈도우 폰(영어: Windows Phone)"으로 불릴 것이라는 발표도 있었다. 여기선 터치스크린에 맞게 UI가 상당수 변경되었으며, 기존에 지원했던 클래식 포켓 PC 버전과 잘 사용되지 않는 해상도의 버전이 삭제되었고, 윈도우 모바일 6.1.4에서보다 더 강화되고 간편해진 인터넷 익스플로러 모바일 6가 기본 내장되어 있다. 윈도우 모바일 6.5와 함께 마이크로소프트는 마이 폰(My Phone)이라는 새로운 클라우드 포켓 컴퓨팅 서비스를 발표했다.

## 같이 보기
- 윈도우 폰
- 안드로이드 (운영 체제)
- iOS
- 심비안 OS
- 블랙베리 OS
- 리모
- 바다 (운영 체제)
- 미고